# Adolf Appellöf

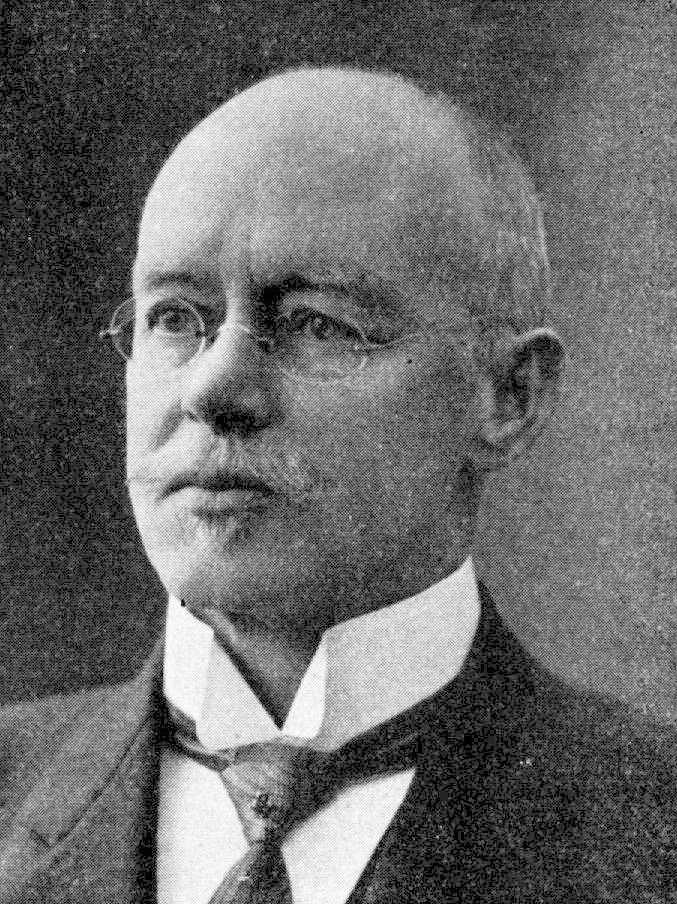
Imagem de Jakob Johan Adolf Appellöf.

Jakob Johan Adolf Appellöf (2 de Novembro de 1857, Garda, Gotland - 5 de Janeiro de 1921) foi um zoólogo marinho, da Suécia.
Appellöf matriculou-se na Universidade de Uppsala em 1877, recebeu o seu Ph.D. em 1886 e tornou-se docente de zoologia em 1887. Em 1889 recebeu a posição de conservador do Museu de Bergen (Bergen, Noruega).
Tornou-se professor de anatomia comparada em Uppsala em 1910. Com uma doação do magnata Bünsow, Appellöf estabeleceu a Estação Biológica Klubban da Universidade de Uppsala, uma estação para o estudo de biologia marinha localizada na costa Oeste da Suécia. Em 1919 foi eleito membro da Academia Real das Ciências da Suécia e em 1920 da Real Sociedade de Ciências em Uppsala.
Fez diversas contribuições importantes para o conhecimento dos cefalópodes.